# Браге

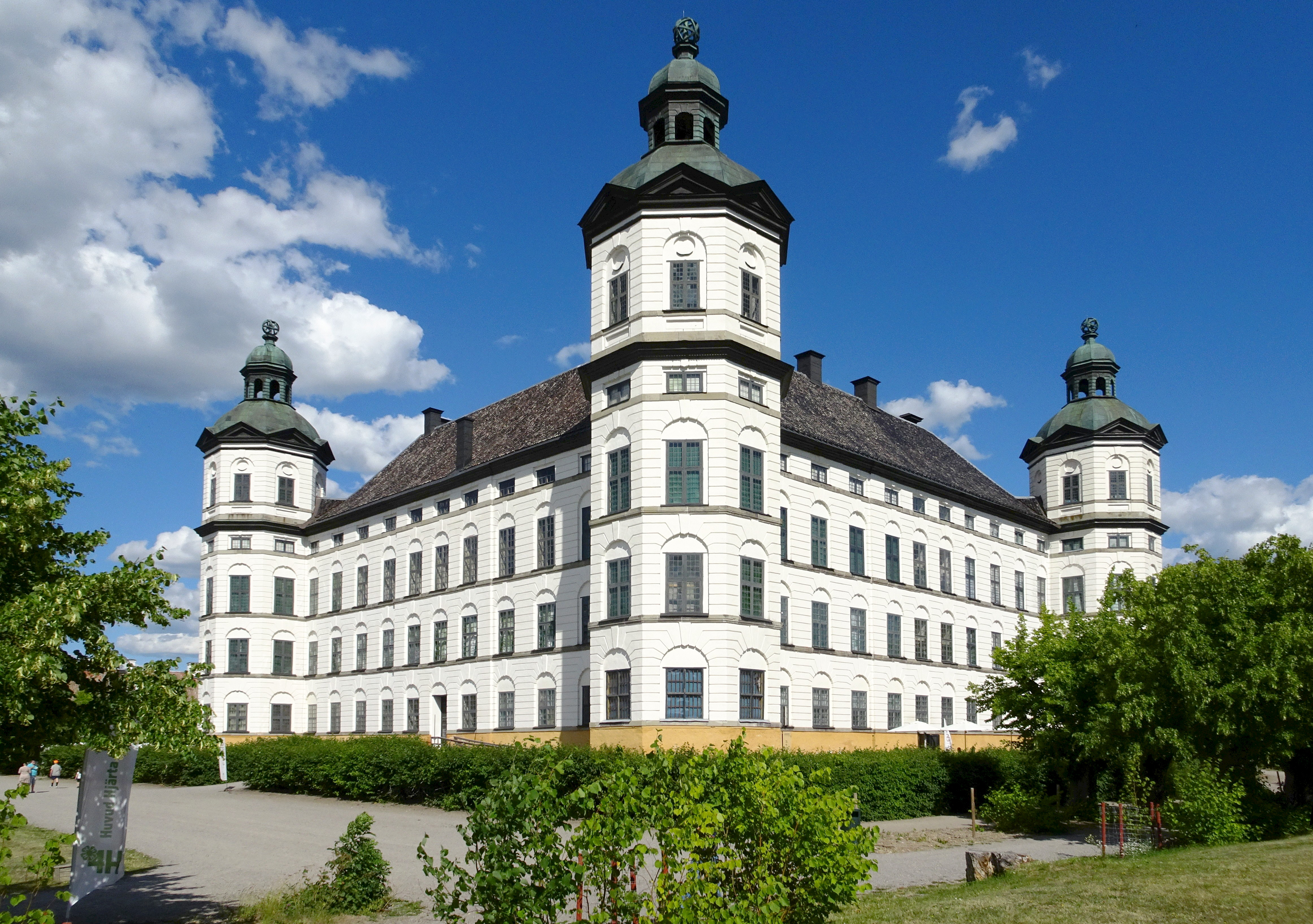
Замок Скуклостер, унаследованный графами Браге после смерти К. Г. Врангеля

Браге (швед. Brahe, иногда Bragde) — знатный род из области Сконе, оставивший заметный след в истории Швеции (где угас в 1930 году) и Дании (где угас в 1786 году). В 1561 году шведская ветвь в лице Пера Браге Старшего была возведена в графское достоинство.

## Датская ветвь

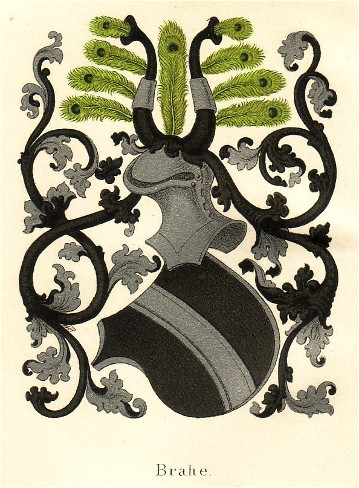
Герб датской ветви рода Браге

В Дании род Браге известен с конца XIII века. Праправнук первого известного по имени его представителя в конце XIV века был одним из советников королевы Маргариты и в 1396 году подписал обязательство освободить из заточения Альбрехта Мекленбургского. Наиболее известные представители датской ветви рода:
- Браге, Йорген Тигесен (1515—1565) — владелец сеньории.
- Браге, Отте (1518—1571) — губернатор и член Риксрода, отец Тихо Браге и Софии Браге.
  - Браге, Тихо (1546—1601) — выдающийся астроном.
  - Браге, София (1556—1643) — растениевод, врач, историк и астроном, сестра Тихо Браге.
- Браге, Йорген Оттесен (1553—1601) — владелец сеньории.

## Шведская ветвь

Герб шведской ветви рода Браге

В Швеции следы семейства Браге восходят к 1440-м годам, когда помещик Магнус Лаурентссон взял в жёны дочь одного из датских Браге и передал эту фамилию их общему сыну. Род возвысился после брака Йоахима Браге с Маргаретой Ваза, чей брат впоследствии занял шведский престол под именем Густава I. Основные представители шведского рода:
- Пер Браге Старший (1520—1590), племянник короля Густава I
  - Браге, Эрик (1552—1614)
  - Браге, Густав (1558—1615)
  - Браге, Магнус (1564—1633) — коннетабль и лорд-стюард Шведского королевства
    - Браге, Эбба (1596—1674)

  - Браге, Абрахам (1577—1650)
    - Пер Браге Младший (1602—1680)[1]
    - Браге, Нильс (1604—1632) — генерал шведской армии
      - Браге, Нильс (1633—1699)
- Браге, Эрик (1722—1756) — политик
- Браге, Магнус Фредерик (1756—1826)
- Браге, Магнус (1790—1844) — риксмаршал (обер-гофмейстер) шведского двора, доверенное лицо короля Карла XIV Юхана
- Браге, Маргарета Персдоттер (1559—1638) — гофмейстерина Анны Шведской.
- Браге, Сигрид (1568—1608)

Вплоть до конца XIX века шведские генеалоги упорно, но безосновательно пытались производить шведских Браге от могущественного феодала Биргера Перссона, отца Святой Бригитты.